# Chasing Papi
Chasing Papi è un film commedia statunitense del 2003 diretto da Linda Mendoza, con Roselyn Sánchez, Sofía Vergara, Jaci Velasquez ed Eduardo Verástegui.

## Trama
Tre donne scoprono che il loro fidanzato ha dato un appuntamento a tutte e tre nello stesso momento a Los Angeles, in California. Mentre cercano di raggiungerlo trovano Tomás (il fidanzato in questione) svenuto in casa. In principio trovatesi tutte e tre nella casa del ragazzo decidono di abbandonarlo, ma poi resesi conto di una quarta donna decidono di scappare col ragazzo per evitare la concorrente.